# Bouré
Bouré és una antiga regió de la moderna Guinea, al nord del país, situada al nord del riu Tinkisso i al nord-nord-oest de Siguiri, ocupant part de les modernes prefectures de Siguiri i de Dinguiraye. Fou famosa perquè allí s'extreia or, sent un important productor als segles XI a XIII. L'activitat aurífera va seguir en petita escala i encara es treia or quan van arribar els francesos.
La regió es va sotmetre a França el 1885, però Samori Turé va reaccionar i la va reconquerir, si bé la va haver d'abandonar el 1886. En el tractat de pau de Samori signat a Kéniebacoro el 25 de març de 1886 Samori hi va renunciar igual que a tota la part esquerra del Níger, però en un annex al tractat de Kéniebacoro que es va signar el 16 d'abril de 1886, s'establia que l'autoritat francesa seria total a la riba esquerra del Níger, excepte al Bouré i al país manding de Kangaba, del que Samori restaria com a protector si més no nominal; els comandants de Bamako i de Niagassola s'abstindrien de tota acció en aquests dos territoris.
El 1958 treballaven a la regió més de trenta mil persones en activitats mineres relacionades amb l'or; en l'estació seca de gener a juliol una família podia produir uns 200 grams d'or; avui dia entre abril i juny, les dones practiquen la mineria dels placers als al·luvions del Níger i del Tinkisso.